# Aéroport de Fort Good Hope
L'aéroport de Fort Good Hope est un aéroport situé dans les Territoires du Nord-Ouest, au Canada.